# BMW H2R

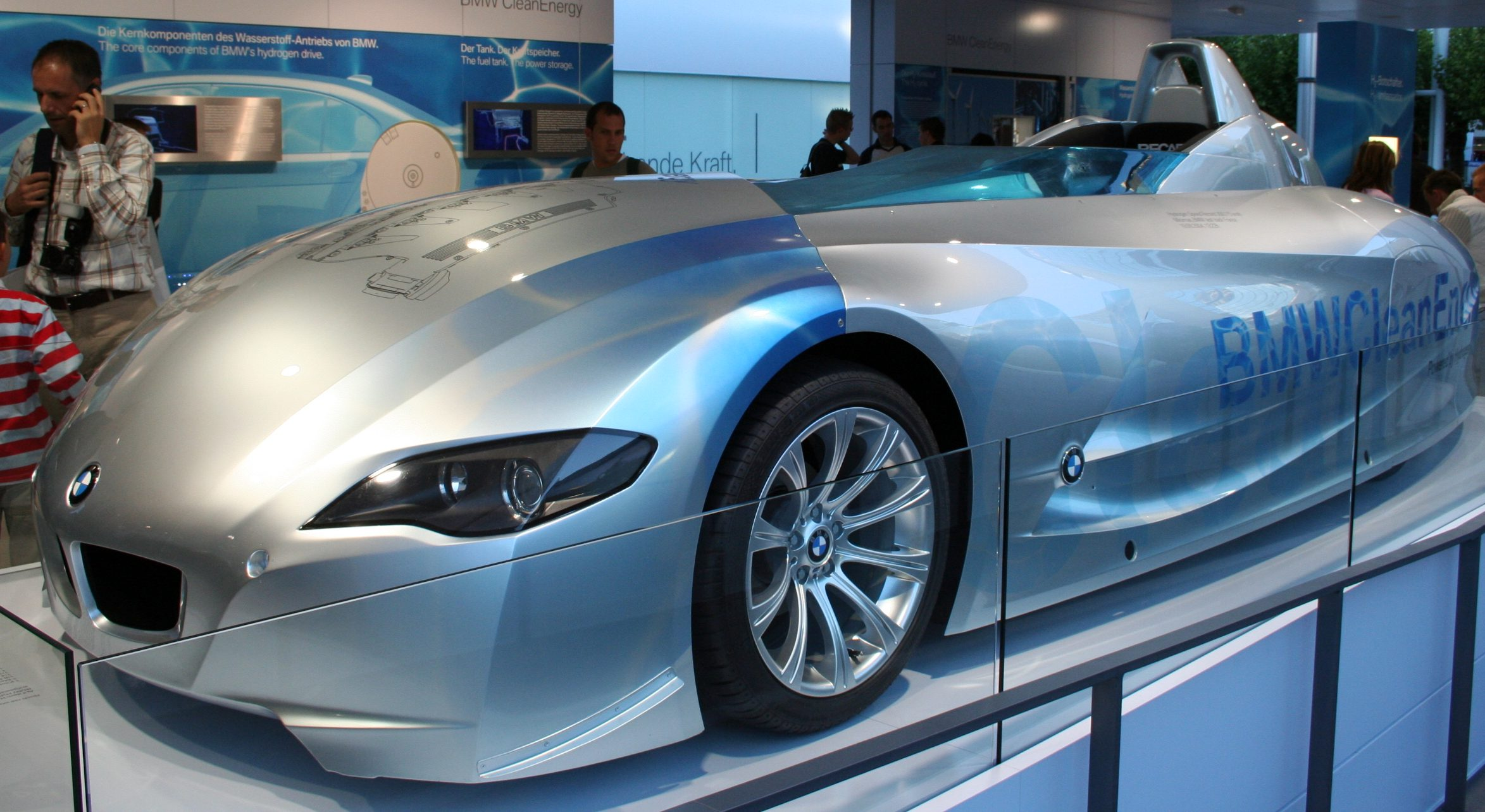
BMW H2R

BMW H2R ("Hydrogen Record Car") は最初の液体水素燃料のレースカーの一つである。10ヶ月間の短期間でRaymond Freymann博士の監督下で開発され、9項目の国際速度記録をフランスのミラマサーキットで樹立した。
H2Rの6.0リットル V-12 エンジンはBMWの760iのガソリンエンジンを原型としたバルブトロニックとDouble-VANOS技術が搭載される。この水素動力の高性能エンジンは出力が232馬力 (173 kW)で187.62 mph (301.95 km/h)以上に到達する。

## 技術データ

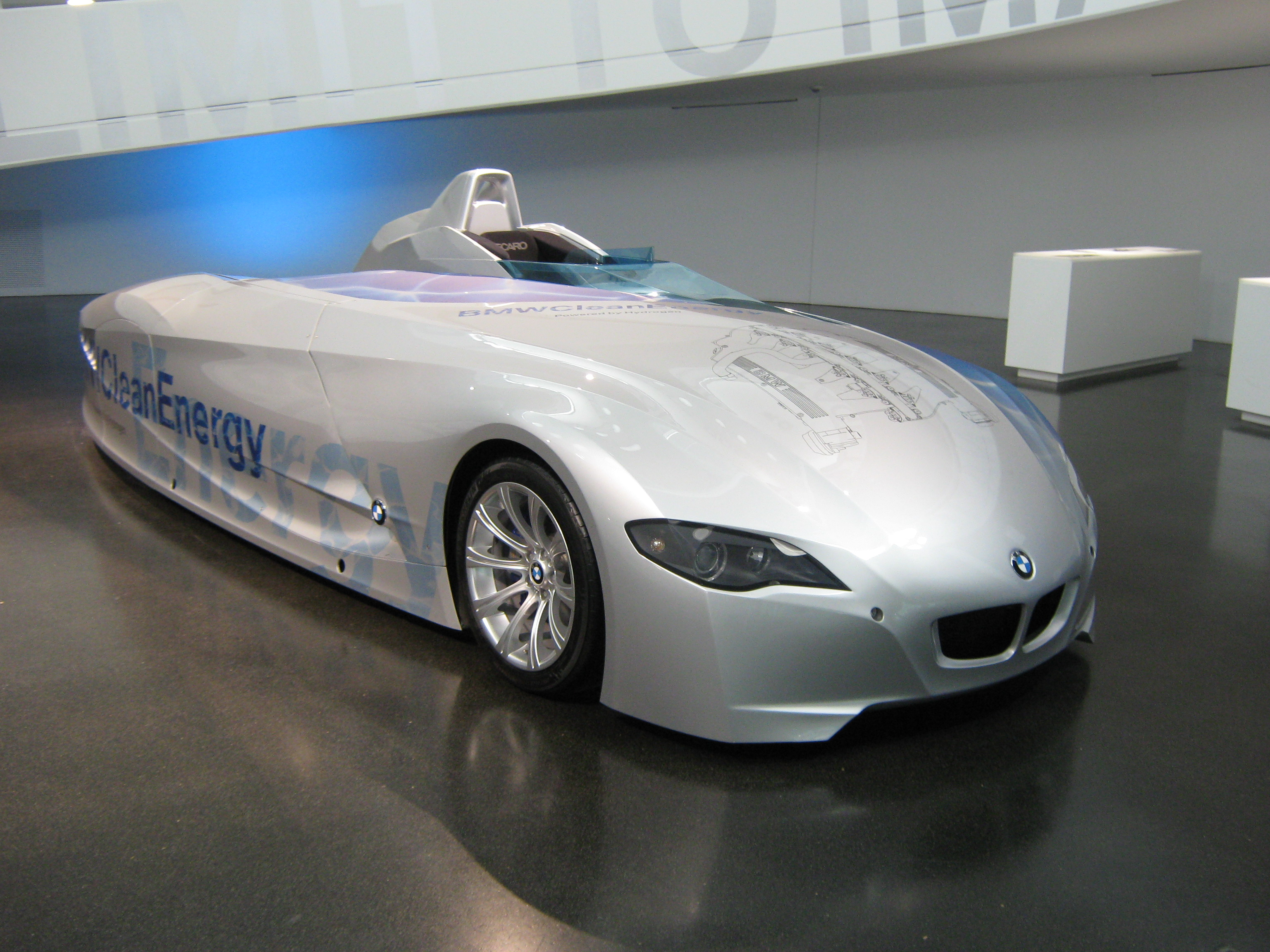
ドイツのミュンヘンのBMW 博物館に展示されるBMW H2R

ミラマの高速周回コースでBMW H2Rは水素内燃機関で9項目の国際とFIAに関連する記録を樹立した。
- 最高速度: 300.175 km/h (186.520 mph)
- エンジン: 12気筒水素エンジン
- 定格エンジン出力: 982 bhp (732 kW)
- 車体: アルミニウム スペースフレーム 構造
- 外装: 炭素繊維強化プラスチック
- 車体の大きさ: 全長5.40メートル (212.6 in)、全幅2.01メートル (79.1 in)、全高1.34メートル (52.8 in)
- 運転手を含めた車両重量: 1,560 kg (3,440 lb)
- 空気抵抗係数 (cw): 0.21

## BMW アート カー プロジェクト: Your Mobile Expectations
2007年にオラファー・エリアソンはBMWにH2Rを基にBMW アート カー プロジェクトのために16台の芸術自動車を製作する事を打診された。エリアソンと彼のチームは自動車の合金製の車体を取り外して代わりに新しい反射性の鋼の棒と金網によって置き換えた。およそ530ガロンの水を構造体に数日間吹きつけて氷の層を形成した。展示では凍結した彫刻が成長した。2007年9月8日から2008年1月13日までサンフランシスコ近代美術館でYour Mobile Expectationsと呼ばれる車両が専用の温度調節のされた室内で展示された。

## 出版物
- R. Freymann, W. Strobl, J. Kübler; Hydrogen Technology in Automotive Engineering: Sustainable, Clean and Powerful. Conf. Proc. of the „First Austrian Hydrogen Conference“, HYCentA, Graz (Austria), 10-11 Oct. 2005